# Estación de Saint-Gingolph
La estación de Saint-Gingolph es la principal estación ferroviaria de la comuna suiza de Saint-Gingolph, en el Cantón del Valais.

## Historia y situación
La estación de Saint-Gingolph fue inaugurada en el año 1886 con la puesta en servicio del tramo Le Bouveret - Évian-les-Bains, que pertenece a la línea del Tonkin que nacía en San Mauricio. El tramo entre  Saint-Gingolph y Évian-les-Bains fue cerrado al tráfico ferroviario en 1998.
Se encuentra ubicada en el borde noroeste del núcleo urbano de Saint-Gingolph. Cuenta con un único andén lateral al que accede una vía pasante, que está cortada en la frontera francosuiza, puesto que el tramo hasta Évian-les-Bains ha sido desmantelado.
En términos ferroviarios, la estación se sitúa en la línea Saint-Gingolph - San Mauricio. Sus dependencias ferroviarias colaterales son la estación de Le Bouveret en dirección San Mauricio.

## Servicios ferroviarios
Los servicios ferroviarios de la estación están prestados por SBB-CFF-FFS y por RegionAlps, empresa participada por los SBB-CFF-FFS y que opera servicios de trenes regionales en el Cantón del Valais:

### Regional
- R Saint-Gingolph - Monthey - San Mauricio - Sion - Brig. Efectúa parada en todas las estaciones y apeaderos del trayecto. Operado por RegionAlps.